# Úmluva OSN o smlouvách o mezinárodní koupi zboží
Úmluva OSN o smlouvách o mezinárodní koupi zboží (anglicky Convention on Contracts for the International Sale of Goods, zkráceně CISG) nebo také Vídeňská úmluva o smlouvách o mezinárodní koupi zboží je mnohostranná mezinárodní smlouva z oblasti občanského a obchodního práva.
Byla sjednána ve Vídni dne 11. dubna 1980 po dvacetileté kodifikační práci. Úmluva vstoupila v platnost dne 1. ledna 1988, pro Československo pak 1. dubna 1991. Oficiální český překlad Úmluvy byl vyhlášen sdělení federálního ministerstva zahraničních věcí č. 160/1991 Sb.
Předmětem úpravy je mezinárodní kupní smlouva mezi podnikateli. V obecných aspektech upravuje konktraktační proces, práva a povinnosti stran a následky porušení smlouvy.
Významnou se stala díky vysokému počtu smluvní států, když jich k roku 2021 bylo 94, včetně většiny evropských států (ale například bez Irska a Spojeného království).